# 名所
名所（めいしょ、などころ）とは、風景のよさや史跡、特有の風物（季節の花等）、特産品などで有名な場所を示す言葉。本来は肯定的な意味で用いる言葉であるが、「自殺の名所」「渋滞の名所」「遭難の名所」等、ある特定の事象が繰り返し起きる場所、という意味でも用いることがある。
近世には各地に関所が設けられ自由交通が制限される一方で諸街道が整備され観光旅行に近い旅の大衆化が進み、京都、伊勢をはじめとする諸街道や諸国の風景などを紹介した「名所記」や「名所図会（めいしょずえ）」、街道絵図などの出版物が流通し、これに伴い諸国の名所も確立し人々の間で広まった。
「名所に見所なし」という言い回しがあり、名所と言われるところほど大した価値がない、という意味で名が実を伴わないことの例えで使う（類似語として「名物に旨いものなし」）。
がっかり名所という言葉があり、名所となった理由の価値観の変化（例えば宗教観の変化）や、周辺の環境の変化（例えば背景にビルが立ち並ぶ）などがあり、名だけは残っているが、現状において「観光」をするに値するかどうかについて疑問がある名所のことを指す。